# Фрегозо, Джано Старший
Джованни ди Кампофрегозо (итал. Giano Fregoso; Генуя, 1405 — Генуя, 16 декабря 1448) — дож Генуэзской республики.

## Биография
Джованни (Джайано) был сыном Бартоломео ди Кампофрегозо и Катерины Орделаффи (дочери синьора Форли Антонио Орделаффи), родился в Генуе около 1405 года и был племянником дожа Томмазо ди Кампофрегозо. Он получил образование в области политики, литературы, военного дела, а также в управлении торговым трафиком, который семья Фрегозо имела в генуэзских колониях на Востоке.
От имени своего дяди-дожа Джованни воевал между 1436 и 1437 годами в северных областях Республики Генуя, захватил местный замок Вольтаджо (где, в течение неопределенного периода, служил мэром), разбил войска Миланского герцогства герцога Филиппо Мария Висконти и его союзника Барнабы Адорно в Гави.
В 1438 году Джованни поссорился с влиятельным аристократом Джованни Антонио Фиески и был назначен губернатором Корсики, эту должность он занимал в течение шести лет. На Корсике ему пришлось столкнуться с беспорядками, вызванными конфронтацией между местной знатью и генуэзским правительством. В 1438 году Джованни также участвовал в борьбе Рене Анжуйского в союзе с Генуей против короля Альфонсо V Арагонского за корону Неаполитанского королевства.
В декабре 1442 года Джованни вернулся в Геную, чтобы помочь своему дяде, дожу Томмазо, но оказался бессилен против сил Фиески и Адорно, поддержанных миланцами и арагонцами. В результате Томмазо был смещен, и после восьми месяцев правления Правительства восьми Капитанов Свободы новым дожем был избран глава семьи Адорно, исторических врагов Кампофрегозо - Раффаэле Адорно. Джованни нашел убежище на Корсике, но по прибытии на остров обнаружил ситуацию неблагоприятной для него из-за назначения двух новых генуэзских управляющих островом - Антонио и Николо Монтальдо, - которые, по сути, заняли его место. Тем не менее, Джованни решил не сдаваться без борьбы и, собрав силы, попытался договориться с новым губернатором Джованни Монтальдо о разделе Корсики на две части. Соглашение оказалось недолгим: Монтальдо был взят в плен и заключен в тюрьму Лодовико ди Кампофрегозо, братом Джованни, который высадился на острове в 1444 году.
В том же году, по совету своего дяди Томмазо, Джованни подготовил силы для мятежа против Адорно с целью, если это будет возможно, вернуть Томмазо или кого-либо из рода Фрегозо к власти в Генуе. После подписания мирного договора с герцогом Висконти (1444) и переезда семьи Кампофрегозо из Сарцаны в Ниццу Джованни заключил договор (1446) с послами короля Франции Карла VII, который пообещал ему свою поддержку в обмен на экономические привилегии и подчинение Генуи короне. Наиболее благоприятная ситуация для реализации плана Джованни сложилась в январе 1447 года в связи с недовольством народа дожем Барнабой Адорно. В ночь на 29 января Джованни во главе отряда вступил в Геную и занял Палаццо Дукале. После ожесточенных боев с охраной дожа Джованни вынудил Адорно отречься. Утром 30 января, всеобщим признанием, Джованни был избран 31-м дожем республики.

## Правление
Дож Джованни должен был немедленно решить вопросы, связанные с исторической враждой его семьи с семьями Адорно и Фиески, но в то же время был вынужден реагировать на проблемы, которые были созданы французским королём Карлом VII как месть за невыполнение соглашения 1446 года, а также арагонцами (союзниками двух предыдущих дожей Раффаэле и Барнабы Адорно) и миланцами. Неблагоприятная ситуация для дожа Фрегозо стала поправляться, как показалось, со смертью Филиппо Мария Висконти (13 августа 1447), которая привела к спорам о преемственности и отвлекла внимание от Генуи. Карл VII жу был больше обеспокоен восстановлением обороноспособности страны и пополнением экономических ресурсов после Столетней войны.
Дож Джованни в этих условиях попытался заключить антиарагонский союз путём брака с дочерью пришедшего к власти в Милане Франческо Сфорца, что позволило Генуе примириться с Миланом и урегулировать территориальные споры. Более сложными было отношения с маркизом Галеотто дель Карретто, маркизом Финале, который неоднократно грабил владения Фрегозо и атаковал несколько городов и территорий, контролируемых Генуэзской республикой. Дож сначала пытался достичь мира путём переговоров, но в итоге был вынужден направить в Финале войска в начале 1448 года - 2 боевых корабля и 8000 солдат под командованием двоюродного брата Джованни Пьетро ди Кампофрегозо. Наступление генуэзцев привело к разрушению Кастель-Гавоне и пожара в столице Финале Финалборго, после чего Карретто капитулировали.
Джованни удалось установить хорошие отношения с Папским государством (папа Николай V происходил из Сарцаны) и особенно с апостольским секретарем Флавио Бьондо. В Генуе дож укрепил городские стены и восстановил крепость Кастеллетто, разрушенную в столкновениях 1436 года. Он даровал новые привилегии торговым компаниям восточных колоний, находящихся под угрозой со стороны турок, готовивших решающее наступление на Константинополь. В 1448 году Джованни сорвал заговор Джованни Антонио Фиески, который планировал при поддержке французского короля сместить дожа: Фиески был обезглавлен, а двое других подозреваемых - Никколо и Баттиста Джустиниани (возможно, поддержанные Альфонсо V Арагонским) - были сосланы. В июле того же года дож купил у своего дяди Томмазо права на Сарцану за 10.000 дукатов.
В сентябре 1448 года Джованни заболел некой "тяжелой болезнью" и умер 16 декабря в Генуе, несмотря на все усилия врачей. Похороны были организованы с помпой в соборе Святого Лаврентия. Останки дожа были захоронены в церкви Сан-Франческо-ди-Кастеллетто (позже снесенной) под мраморным надгробием.

## Личная жизнь
От первого брака с Виоланте Брандо (дочери аристократа Франческо ди Брандо) у Джованни было четверо детей: Томмазино (будущий синьор Сарцаны и губернатор Корсики), Леонарду, Баттистину и Томмазину. От второго брака с Друзианой Сфорца он детей не имел.